# Цинцари у Србији
Аромуни у Србији (арумунски: armãnji или rrãmãnji), познатији као „Цинцари“, а понекад и као „Власи“, непризната су етничка мањина у Србији. Историјски гледано, они су били изолована група која се фокусирала на очување своје културе, језика и идентитета и на номадско сточарство. Међутим, од друге половине 20. века, српски Цинцари ће почети да напуштају ову праксу и селе се у градове, где ће бити подвргнути асимилацији.
Многи Арумуни су дошли у Србију након одласка из Москопоља. Овај град је годинама био привредни и културни центар Аромуна, чак је постао и други највећи град Османског царства, али је половином 18. века опљачкан и уништен. Многи некадашњи становници овог града отишли су на север, стигавши до разних европских градова, укључујући и неке у модерној Србији попут Београда, Новог Сада и Земуна. По доласку, Арумуне су Срби почели да се називају цинцарима, именом које су на крају усвојили и за којим инсистирају да се њиме данас називају.
На попису становништва Србије 2022. изјаснило се 327 као етнички „Цинцари“ (Аромуни).  Због тога Цинцари још нису признати као национална мањина Србије. Цинцари у Србији не чине компактне заједнице нигде у земљи и живе раштркано по њој, живећи углавном у градовима Србије као што су Књажевац, Панчево, Смедерево и посебно Београд и Ниш.
Данас постоји културна организација Луњина српско-цинцарско друштво са циљем очувања цинцарске мањине у Србији и њених обичаја, културе, језика, имена и традиције.